# Bagażnik rowerowy

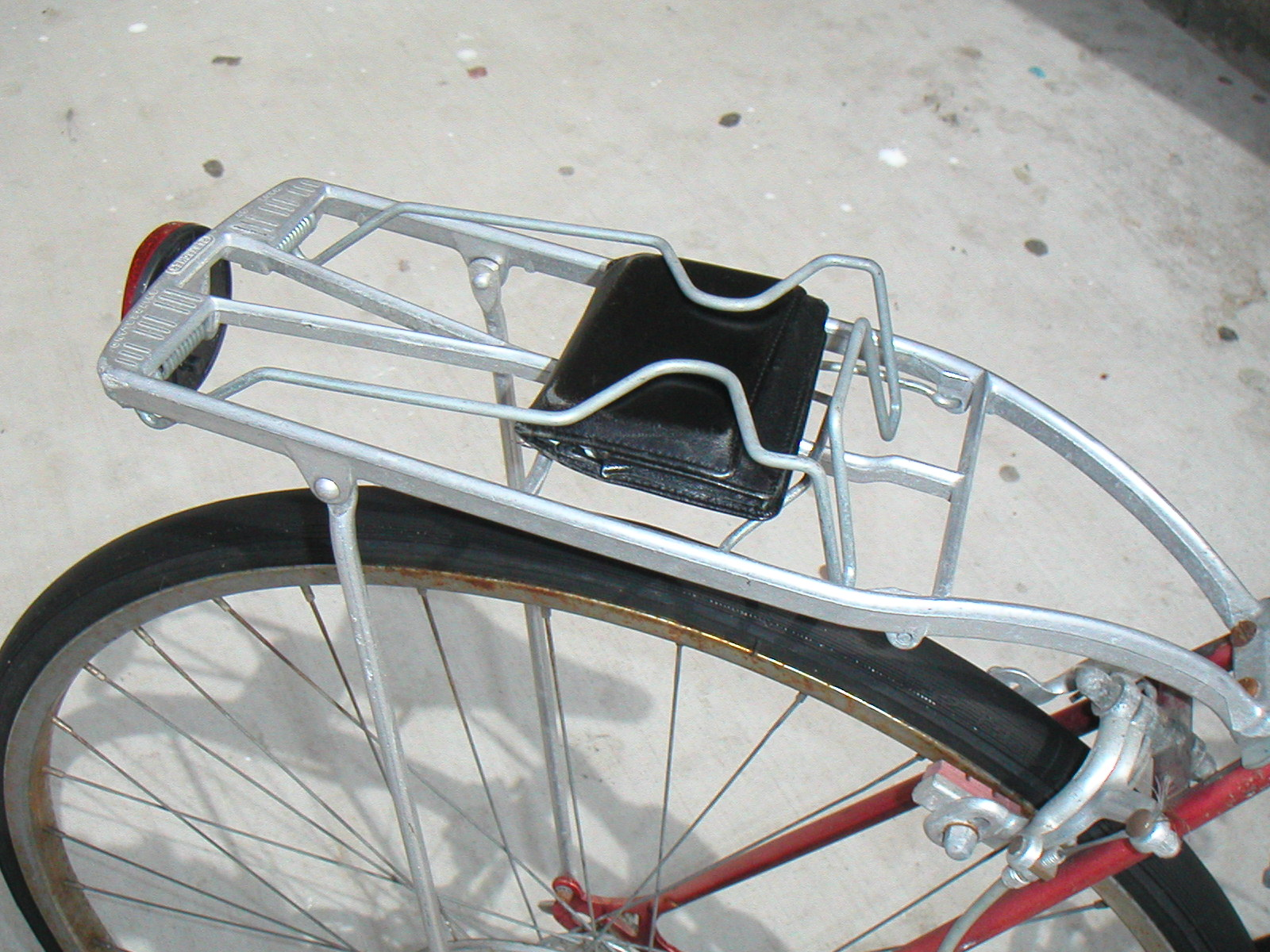
Bagażnik rowerowy

Bagażnik rowerowy – prosta konstrukcja wykonana z metalowych elementów mocowana na rowerze służąca do przewożenia bagażu.
Większość współczesnych bagażników nie posiada ruchomej, umieszczonej na sprężynach części zapewniającej utrzymanie przewożonego bagażu; najczęściej rolę umieszczonego na sprężynach chwytu spełniają gumy mocujące.
Bagażniki dzieli się na:
- sztycowe – mocowane do sztycy rowerowej, zwykle z niewielkim udźwigiem (do 7 kg), często wyposażone w gumy mocujące
- stałe – stabilniejsza konstrukcja przykręcona do ramy, często przystosowana do mocowania sakw rowerowych.
- przednie (low-rider) – konstrukcja montowana do przedniego widelca, służąca do mocowania sakw rowerowych
- kosze – łatwo zdejmowalne kosze (wiklinowe, metalowe lub plastikowe) mocowane do kierownicy od przedniej strony roweru[1][2].